# Ischnognatha
Ischnognatha este un gen de insecte lepidoptere din familia Arctiidae.

Cladograma conform Catalogue of Life:
| Ischnognatha | \| \| Ischnognatha leucapera \| \| \| \| \| \| Ischnognatha semiopalina \| \| \| \| |
|              | \| \| Ischnognatha leucapera \| \| \| \| \| \| Ischnognatha semiopalina \| \| \| \| |
|              | Ischnognatha leucapera                                                              |
|              |                                                                                     |
|              | Ischnognatha semiopalina                                                            |
|              |                                                                                     |